# Баллантайн (Монтана)
Баллантайн (англ. Ballantine) — переписна місцевість (CDP) в США, в окрузі Єллоустоун штату Монтана. Населення — 293 особи (2020).

## Географія
Баллантайн розташований за координатами 45°57′4″ пн. ш. 108°8′34″ зх. д. / 45.95111° пн. ш. 108.14278° зх. д. (45.951151, -108.142822).  За даними Бюро перепису населення США в 2010 році переписна місцевість мала площу 2,35 км², уся площа — суходіл.

### Клімат
| Клімат : Баллантайн   | Клімат : Баллантайн | Клімат : Баллантайн | Клімат : Баллантайн | Клімат : Баллантайн | Клімат : Баллантайн | Клімат : Баллантайн | Клімат : Баллантайн | Клімат : Баллантайн | Клімат : Баллантайн | Клімат : Баллантайн | Клімат : Баллантайн | Клімат : Баллантайн | Клімат : Баллантайн |
| Показник              | Січ.                | Лют.                | Бер.                | Квіт.               | Трав.               | Черв.               | Лип.                | Серп.               | Вер.                | Жовт.               | Лист.               | Груд.               | Рік                 |
| Середній максимум, °C | 1,1                 | 4,4                 | 9,4                 | 16,7                | 21,7                | 26,7                | 32,2                | 31,1                | 24,4                | 17,8                | 8,3                 | 2,8                 | 16,1                |
| Середній мінімум, °C  | −12,8               | −10                 | −5,6                | −0,6                | 5,0                 | 10,0                | 12,8                | 11,7                | 6,1                 | 0,6                 | −6,1                | −10,6               | 0,0                 |
| Норма опадів, мм      | 13                  | 10                  | 20                  | 33                  | 53                  | 58                  | 23                  | 25                  | 33                  | 25                  | 15                  | 13                  | 323                 |
| --------------------- | ------------------- | ------------------- | ------------------- | ------------------- | ------------------- | ------------------- | ------------------- | ------------------- | ------------------- | ------------------- | ------------------- | ------------------- | ------------------- |
| Джерело: Weatherbase  |                     |                     |                     |                     |                     |                     |                     |                     |                     |                     |                     |                     |                     |

## Демографія
Згідно з переписом 2010 року, у переписній місцевості мешкало 320 осіб у 136 домогосподарствах у складі 86 родин. Густота населення становила 136 осіб/км².  Було 141 помешкання (60/км²).
Расовий склад населення:
| - 90,0 % — білих - 5,6 % — корінних американців - 0,3 % — азіатів |

До двох чи більше рас належало 3,4 %. Частка іспаномовних становила 7,2 % від усіх жителів.
За віковим діапазоном населення розподілялося таким чином: 27,2 % — особи молодші 18 років, 59,0 % — особи у віці 18—64 років, 13,8 % — особи у віці 65 років та старші. Медіана віку мешканця становила 40,7 року. На 100 осіб жіночої статі у переписній місцевості припадало 103,8 чоловіків;  на 100 жінок у віці від 18 років та старших — 99,1 чоловіків також старших 18 років.
Середній дохід на одне домашнє господарство  становив 25 131 долар США (медіана — 18 654), а середній дохід на одну сім'ю — 28 309 доларів (медіана — 22 026). 
Цивільне працевлаштоване населення становило 19 осіб. Основні галузі зайнятості: виробництво — 52,6 %, публічна адміністрація — 47,4 %.